# Wagon Master
Wagon Master es una película protagonizada por Ben Johnson, Joanne Dru, Harry Carey Jr. y Ward Bond. La producción, estrenada en 1950, fue dirigida por John Ford.

## Sinopsis
Un grupo de mormones, liderados por Elder Wiggs (Ward Bond), emprenden la travesía hacia el territorio del río San Juan. Para lograr su cometido contratan a dos negociantes de caballos: Travis Blue (Ben Johnson) y Sandy (Harry Carey Jr.), que se encargarán de guiar la caravana. En el camino serán acompañados por un curandero itinerante, junto a sus asistentes Prudence Perkins (Kathleen O'Malley) y Denver (Joanne Dru). Sin embargo, la expedición se verá interrumpida por la llegada de una banda de criminales.

## Críticas
«El más reconocido atributo de la película...no es el suspenso y la violencia acechante...o sus aspectos personales, sino su índole optimista».
Bruce Eder (Allmovie).

«Wagon Master es una de las obras maestras de John Ford, un sublime, ameno, y modesto western que no hace ostentación de ser un mito».
Paul Brenner (filmcritic.com).